# Dziel i zwyciężaj
Dziel i zwyciężaj (ang. divide and conquer)  – jedna z głównych metod projektowania algorytmów w  informatyce, prowadząca do bardzo efektywnych rozwiązań. Nazwa pochodzi od łacińskiej sentencji dziel i rządź (łac. divide et impera). W strategii tej problem dzieli się rekurencyjnie na dwa lub więcej mniejszych podproblemów tego samego (lub podobnego) typu tak długo, aż fragmenty staną się wystarczająco proste do bezpośredniego rozwiązania. Z kolei rozwiązania otrzymane dla podproblemów scala się, uzyskując rozwiązanie całego zadania.
Algorytmami korzystającymi z tej metody są m.in.:
- sortowanie przez scalanie (ang. mergesort),
- sortowanie szybkie (ang. quicksort),
- wyszukiwanie binarne (ang. binary search),
- algorytm Cooleya-Tukeya dokonujący szybkiej transformacji Fouriera,
- graficzny algorytm Warnocka.